# Torneio Roberto Gomes Pedrosa 1968
Torneio Roberto Gomes Pedrosa 1968 – druga edycja brazylijskiego ogólnokrajowego turnieju piłkarskiego rozgrywanego corocznie w latach 1967–1970. Trwała od 24 sierpnia do 10 grudnia 1968. Zwycięzcą została drużyna Santos FC.

## Finał turnieju
Z przeprowadzonych wcześniej eliminacji do finału turnieju awansowały: SE Palmeiras i SC Internacional (z grupy "A") oraz Santos FC i Vasco da Gama (z grupy "B"). Drużyny rozegrały finał systemem "każdy z każdym" w jednej rundzie.
Wyniki meczów finałowych:
4 grudnia: SE Palmeiras - Associação Desportiva Vasco da Gama 3-0
4 grudnia: SC Internacional - Santos FC 1-2
8 grudnia: Associação Desportiva Vasco da Gama - SC Internacional 3-2
8 grudnia: Santos FC - SE Palmeiras 3-0
10 grudnia: Associação Desportiva Vasco da Gama - Santos FC 1-2
10 grudnia: SC Internacional - SE Palmeiras 3-0
Końcowa tabela finału:
|   | drużyna                             | pkt | m | z | r | p | gz | gs |
| - | ----------------------------------- | --- | - | - | - | - | -- | -- |
| 1 | Santos FC                           | 6   | 3 | 3 | 0 | 0 | 7  | 2  |
| 2 | SC Internacional                    | 2   | 3 | 1 | 0 | 2 | 6  | 5  |
| 3 | Associação Desportiva Vasco da Gama | 2   | 3 | 1 | 0 | 2 | 4  | 7  |
| 4 | SE Palmeiras                        | 2   | 3 | 1 | 0 | 2 | 3  | 6  |